# Ascogaster excisa
Ascogaster excisa är en stekelart som först beskrevs av Herrich-Schäffer 1838.  Ascogaster excisa ingår i släktet Ascogaster och familjen bracksteklar. Inga underarter finns listade.